# Lista de governadores do Rio Grande do Norte
Esta é uma lista de governantes do estado do Rio Grande do Norte.
O cargo de governador do Rio Grande do Norte é o mais alto posto do poder executivo estadual, sendo o responsável pela gestão administrativa e política do estado. A sede oficial do governo estadual é o Palácio de Despachos de Lagoa Nova, localizado na capital, Natal. Desde 1980, o palácio funciona como o centro administrativo do estado, sendo palco de decisões importantes que moldam o futuro da população potiguar. Anteriormente, a sede do governo era o Palácio Potengi, também em Natal, que atualmente abriga o Pinacoteca do Estado, sendo um símbolo do patrimônio histórico e cultural do Rio Grande do Norte.

## Breve contexto histórico
O estado do Rio Grande do Norte, desde seus primórdios, já foi governado por diversas figuras e cargos ao longo de sua história. Inicialmente, o território foi administrado por capitães-mores durante o período colonial português. Após a independência do Brasil, o Rio Grande do Norte foi governado por presidentes de província durante o Império.
Com a Proclamação da República em 1889, o título de "presidente do estado" foi adotado, refletindo a nova estrutura federativa. Com o advento da Constituição de 1946, a denominação do cargo foi alterada para "governador", título que permanece até hoje.
Este artigo inclui todos os mandatários que governaram o território atualmente conhecido como estado do Rio Grande do Norte, desde os primórdios da colonização portuguesa até a atualidade. A evolução do cargo reflete as mudanças políticas e administrativas do Brasil, desde ministros do Império e presidentes de província até os governadores atuais.

### Requisitos para o Cargo de Governador
De acordo com a Constituição do Estado do Rio Grande do Norte, promulgada em 1989 e modificada ao longo dos anos, os requisitos para a candidatura ao cargo de governador são:
1. Nacionalidade Brasileira: O candidato deve ser brasileiro nato ou naturalizado.
2. Idade mínima: O candidato deve ter pelo menos 30 anos.
3. Pleno exercício dos direitos políticos: O candidato deve estar em gozo pleno de seus direitos políticos.
4. Filiação partidária: O candidato deve estar filiado a um partido político.
5. Residência eleitoral: O candidato deve ter domicílio eleitoral no estado há pelo menos um ano antes da eleição.

O mandato de governador é de quatro anos, com possibilidade de reeleição para um segundo mandato consecutivo. O governador tem a responsabilidade de sancionar ou vetar leis, coordenar a segurança pública, administrar recursos e representar o estado em negociações.

### Atual governador(a)
A atual governadora do Rio Grande do Norte é Fátima Bezerra, que assumiu o cargo em 1º de janeiro de 2019. Fátima Bezerra foi reeleita para um segundo mandato nas eleições de 2022. Na eleição de 2022, ela obteve 1.279.222 votos, representando 51,35% dos votos válidos. Seu principal adversário foi Fábio Dantas, que recebeu 1.211.220 votos, correspondendo a 48,65% dos votos válidos.

### Ex-governadores vivos
Atualmente, o Rio Grande do Norte conta com uma série de ex-governadores vivos que têm desempenhado papéis significativos na política estadual. Os seis ex-governadores são: José Agripino Maia, Vivaldo Costa, Garibaldi Alves Filho, Fernando Freire, Rosalba Ciarlini e Robinson Faria.
O último ex-governador a falecer foi Geraldo Melo em 6 de março de 2022, aos 86 anos.

## Governadores daCapitania Hereditária do Rio Grande(1535 – 1598)
| Nº | Governador                | Retrato | Período de mandato | Referências e notas                               |
| -- | ------------------------- | ------- | ------------------ | ------------------------------------------------- |
| 1  | João de Barros            |         | 1535 — 1598        | Governador da Capitania Hereditária do Rio Grande |
| 2  | Aires da Cunha            |         | 1535 — 1598        | Governador da Capitania Hereditária do Rio Grande |
| 3  | Fernão Álvares de Andrade |         | 1535 — 1598        | Governador da Capitania Hereditária do Rio Grande |

## Capitães-mores daCapitania do Rio Grande(1598 – 1633)
| Nº | Capitão-mor                       | Retrato | Período de mandato                         | Referências e notas                                                           |
| -- | --------------------------------- | ------- | ------------------------------------------ | ----------------------------------------------------------------------------- |
| 1  | Jerônimo de Albuquerque Maranhão  |         | 24 de jun de 1598 — março de 1599          | Capitão-mor da Capitania do Rio Grande. Nomeado por D. Filipe II de Espanha   |
| 2  | João Rodrigues Colaço             |         | março de 1599 — 9 de janeiro de 1603       | Capitão-mor da Capitania do Rio Grande. Nomeado por D. Filipe III de Espanha  |
| 3  | Jerônimo de Albuquerque Maranhão  |         | agosto de 1603 — 1610                      | Capitão-mor da Capitania do Rio Grande. Nomeado por D. Filipe III de Espanha  |
| 4  | Lourenço Peixoto Cirne            |         | 1610 — 6 de outubro de 1613                | Capitão-mor da Capitania do Rio Grande. Nomeado por D. Filipe III de Espanha  |
| 5  | Francisco Caldeira Castelo Branco |         | 6 de outubro de 1613 — junho de 1615       | Capitão-mor da Capitania do Rio Grande. Nomeado por D. Filipe III de Espanha  |
| 6  | Estevão Soares de Albergaria      |         | junho de 1615 — 1617                       | Capitão-mor da Capitania do Rio Grande. Nomeado por D. Filipe III de Espanha  |
| 7  | Ambrósio Machado de Carvalho      |         | 1617 — 1621                                | Capitão-mor da Capitania do Rio Grande. Nomeado por D. Filipe III de Espanha  |
| 8  | André Pereira Temudo              |         | 1621 — junho de 1625                       | Capitão-mor da Capitania do Rio Grande. Nomeado por D. Filipe IV de Espanha   |
| 9  | Bernardo da Mota                  |         | junho de 1625 — 1628                       | Capitão-mor da Capitania do Rio Grande. Nomeado por D. Filipe IV de Espanha   |
| 10 | Francisco Gomes de Melo           |         | 1628 — 1629                                | Capitão-mor da Capitania do Rio Grande. Nomeado por D. Filipe IV de Espanha   |
| 11 | Cipriano Pita Porto Carreiro      |         | 1629 — 10 de abril de 1631                 | Capitão-mor da Capitania do Rio Grande. Nomeado por D. Filipe IV de Espanha   |
| 12 | Francisco de Almeida Mascarenhas  |         | 10 de abril de 1631 — 12 de maio de 1631   | Capitão-mor da Capitania do Rio Grande. Nomeado por D. Filipe IV de Espanha   |
| 13 | Simão Ferreira Largato            |         | 12 de maio de 1631 — 12 de outubro de 1631 | Capitão-mor da Capitania do Rio Grande. Nomeado por D. Filipe IV de Espanha   |
| 14 | Jacinto de Siqueira Sampaio       |         | 12 de outubro de 1631 — dezembro de 1631   | Capitão-mor da Capitania do Rio Grande. Nomeado por D. Filipe IV de Espanha   |
| 15 | Domingos da Veiga Cabral          |         | dezembro 1631 — janeiro de 1633            | Capitão-mor da Capitania do Rio Grande. Nomeado por D. Filipe III de Espanha. |
| 16 | Pero Mendes de Gouveia            |         | janeiro 1633 — 12 de dezembro de 1633      | Capitão-mor da Capitania do Rio Grande. Nomeado por D. Filipe IV de Espanha   |

## Governadores holandeses daCapitania do Rio Grande(1633 – 1654)
| Nº | Governador-geral  | Retrato | Período de mandato            | Referências e notas                            |
| -- | ----------------- | ------- | ----------------------------- | ---------------------------------------------- |
| 1  | Adrian Verdoes    |         | 12 de dezembro de 1633 — 1633 | Governador holandês da Capitania do Rio Grande |
| 2  | Joris Garstman    |         | 1633 — 1637                   | Governador holandês da Capitania do Rio Grande |
| 3  | Capitão Bijler    |         | 1637 — 1639                   | Governador holandês da Capitania do Rio Grande |
| 4  | Johans Blaenbeeck |         | 1639 — 1646                   | Governador holandês da Capitania do Rio Grande |
| 5  | Cornelius Bayert  |         | 1646 — 1649                   | Governador holandês da Capitania do Rio Grande |
| 6  | Jan Denniger      |         | 1649 — 1654                   | Governador holandês da Capitania do Rio Grande |

## Capitães-mores daCapitania do Rio Grande(1654 – 1701)
| Nº                             | Governador-geral                 | Retrato                        | Período de mandato                            | Referências e notas                                                          |
| ------------------------------ | -------------------------------- | ------------------------------ | --------------------------------------------- | ---------------------------------------------------------------------------- |
| 1                              | Antônio Vaz Gondim               |                                | fevereiro de 1654 — 1657                      | Capitão-mor da Capitania do Rio Grande. Nomeado por D. João IV de Portugal   |
| 2                              | Manuel de Abreu Soares           |                                | 1657 — 1660                                   | Capitão-mor da Capitania do Rio Grande. Nomeado por D. Afonso VI de Portugal |
| 3                              | Antônio Vaz Gondim               |                                | fevereiro de 1660 — 4 de dezembro de 1664     | Capitão-mor da Capitania do Rio Grande. Nomeado por D. Afonso VI de Portugal |
| 4                              | Valentim Tavares Cabral          |                                | 4 de dezembro de 1664 — 21 de janeiro de 1670 | Capitão-mor da Capitania do Rio Grande. Nomeado por D. Afonso VI de Portugal |
| 5                              | Antônio de Barros Rego e Catanho |                                | 21 de janeiro de 1670 — 21 de junho de 1673   | Capitão-mor da Capitania do Rio Grande. Nomeado por D. Pedro II de Portugal  |
| 6                              | Antônio Vaz Gondim               |                                | 21 de janeiro de 1673 — 21 de maio de 1677    | Capitão-mor da Capitania do Rio Grande. Nomeado por D. Pedro II de Portugal  |
| 7                              | Francisco Pereira Guimarães      |                                | 21 de maio de 1677 — 2 de novembro de 1678    | Capitão-mor da Capitania do Rio Grande. Nomeado por D. Pedro II de Portugal  |
| 1º Governo do Senado da Câmara | 1º Governo do Senado da Câmara   | 1º Governo do Senado da Câmara | 2 de novembro de 1678 — 3 de abril de 1679    | Senado da Capitania do Rio Grande. Nomeado por D. Pedro II de Portugal       |
| 8                              | Geraldo de Suny                  |                                | 3 de abril de 1679 — 3 de setembro de 1681    | Capitão-mor da Capitania do Rio Grande. Nomeado por D. Pedro II de Portugal  |
| 9                              | Antônio Gonçalves Ferreira       |                                | 3 setembro de 1681 — outubro de 1681          | Capitão-mor da Capitania do Rio Grande. Nomeado por D. Pedro II de Portugal  |
| 9                              | Francisco Ferreira Coelho        |                                | 3 setembro de 1681 — outubro de 1681          | Capitão-mor da Capitania do Rio Grande. Nomeado por D. Pedro II de Portugal  |
| 10                             | Antônio da Silva Barbosa         |                                | outubro de 1681 — 25 de maio de 1682          | Capitão-mor da Capitania do Rio Grande. Nomeado por D. Pedro II de Portugal  |
| 11                             | Manuel Muniz                     |                                | 25 de maio de 1682 — 30 de agosto de 1685     | Capitão-mor da Capitania do Rio Grande. Nomeado por D. Pedro II de Portugal  |
| 12                             | Pascoal Gonçalves de Carvalho    |                                | 30 de agosto de 1685 — junho de 1688          | Capitão-mor da Capitania do Rio Grande. Nomeado por D. Pedro II de Portugal  |
| 13                             | Agostinho César de Andrada       |                                | junho de 1688 — 22 de agosto de 1692          | Capitão-mor da Capitania do Rio Grande. Nomeado por D. Pedro II de Portugal  |
| 14                             | Sebastião Pimentel               |                                | 22 de agosto de 1692 — 3 de outubro de 1693   | Capitão-mor da Capitania do Rio Grande. Nomeado por D. Pedro II de Portugal  |
| 2º Governo do Senado da Câmara | 2º Governo do Senado da Câmara   | 2º Governo do Senado da Câmara | 3 de outubro de 1693 — outubro de 1694        | Senado da Capitania do Rio Grande. Nomeado por D. Pedro II de Portugal       |
| 15                             | Agostinho César de Andrada       |                                | outubro de 1694 — 8 de janeiro de 1695        | Capitão-mor da Capitania do Rio Grande. Nomeado por D. Pedro II de Portugal  |
| 16                             | Bernardo Vieira de Melo          |                                | 8 de janeiro de 1695 — 14 de agosto de 1701   | Capitão-mor da Capitania do Rio Grande. Nomeado por D. Pedro II de Portugal  |

## Governadores-gerais daCapitania do Rio Grande–Período Colonial(1701 – 1821)[9]
| Nº                              | Governador-geral                    | Retrato                         | Período de mandato                              | Referências e notas                                                                                 |
| ------------------------------- | ----------------------------------- | ------------------------------- | ----------------------------------------------- | --------------------------------------------------------------------------------------------------- |
| 1                               | Antônio de Carvalho e Almeida       |                                 | 14 de agosto de 1701 — 10 de dezembro de 1705   | Governador Regente da Capitania do Rio Grande. Nomeado por D. Pedro II de Portugal                  |
| 2                               | Sebastião Nunes Colares             |                                 | 10 de dezembro de 1705 — 30 de novembro de 1708 | Governador Regente da Capitania do Rio Grande. Nomeado por D. Pedro II de Portugal                  |
| 3                               | André Nogueira da Costa             |                                 | 30 de novembro de 1708 — 30 de novembro de 1711 | Governador Regente da Capitania do Rio Grande. Nomeado por D. João V de Portugal                    |
| 4                               | Salvador Álvares da Silva           |                                 | 30 de novembro de 1711 — 20 de junho de 1715    | Governador Regente da Capitania do Rio Grande. Nomeado por D. João V de Portugal                    |
| 5                               | Domingos Amado                      |                                 | 20 de junho de 1715 — 3 de julho de 1718        | Governador Regente da Capitania do Rio Grande. Nomeado por D. João V de Portugal                    |
| 6                               | Luís Ferreira Freire                |                                 | 3 de julho de 1718 — 28 de fevereiro de 1722    | Governador Regente da Capitania do Rio Grande. Nomeado por D. João V de Portugal                    |
| 3º Governo do Senado da Câmara  | 3º Governo do Senado da Câmara      | 3º Governo do Senado da Câmara  | 28 de fevereiro de 1722 — 8 de março de 1722    | Senado da Capitania do Rio Grande. Nomeado por D. João V de Portugal                                |
| 7                               | João Pereira da Fonseca             |                                 | 8 de março de 1722 — 18 de janeiro de 1728      | Governador Regente da Capitania do Rio Grande. Nomeado por D. João V de Portugal                    |
| 8                               | Domingos de Morais Navarro          |                                 | 19 de março de 1728 — 19 de março de 1731       | Governador Regente da Capitania do Rio Grande. Nomeado por D. João V de Portugal                    |
| 9                               | João de Barros Braga                |                                 | 19 de março de 1731 — 22 de outubro de 1734     | Governador Regente da Capitania do Rio Grande. Nomeado por D. João V de Portugal                    |
| 10                              | João de Teive Barreto               |                                 | 22 de outubro de 1734 — 18 de dezembro de 1739  | Governador Regente da Capitania do Rio Grande. Nomeado por D. João V de Portugal                    |
| 11                              | Francisco de Miranda Henriques      |                                 | 18 de dezembro de 1739 — 30 de maio de 1751     | Governador Regente da Capitania do Rio Grande. Nomeado por D. João V de Portugal                    |
| 12                              | Pedro de Albuquerque e Melo         |                                 | 30 de maio de 1751 — 4 de dezembro de 1757      | Governador Regente da Capitania do Rio Grande. Nomeado por D. José I de Portugal                    |
| 13                              | João Coutinho de Bragança           |                                 | 4 de dezembro de 1757 — 14 de junho de 1760     | Governador Regente da Capitania do Rio Grande. Nomeado por D. José I de Portugal                    |
| 14                              | Joaquim Félix de Lima               |                                 | 14 de junho de 1760 — 28 de setembro de 1774    | Governador Regente da Capitania do Rio Grande. Nomeado por D. José I de Portugal                    |
| 4º Governo do Senado da Câmara  | 4º Governo do Senado da Câmara      | 4º Governo do Senado da Câmara  | 28 de setembro de 1774 — 1782                   | Senado da Capitania do Rio Grande. Nomeado por D. José I de Portugal                                |
| 5º Governo do Senado da Câmara  | 5º Governo do Senado da Câmara      | 5º Governo do Senado da Câmara  | 1782 — 12 de agosto de 1791                     | Senado da Capitania do Rio Grande. Nomeado por D. Maria I de Portugal                               |
| 15                              | Caetano da Silva Sanches            |                                 | 12 de agosto de 1791 — 15 de março de 1800      | Governador Regente da Capitania do Rio Grande. Nomeado por D. Maria I de Portugal                   |
| 6º Governo do Senado da Câmara  | 6º Governo do Senado da Câmara      | 6º Governo do Senado da Câmara  | 15 de março de 1800 — 1801                      | Senado da Capitania do Rio Grande. Nomeado por D. João VI de Portugal, Brasil e Algarve             |
| 7º Governo do Senado da Câmara  | 7º Governo do Senado da Câmara      | 7º Governo do Senado da Câmara  | 1801 — 30 de agosto de 1802                     | Senado da Capitania do Rio Grande. Nomeado por D. João VI de Portugal, Brasil e Algarve             |
| 16                              | Lopo Joaquim de Almeida Henriques   |                                 | 30 de agosto de 1802 — 19 de fevereiro de 1806  | Governador Regente da Capitania do Rio Grande. Nomeado por D. João VI de Portugal, Brasil e Algarve |
| 8º Governo do Senado da Câmara  | 8º Governo do Senado da Câmara      | 8º Governo do Senado da Câmara  | 19 de fevereiro de 1806 — 23 de março de 1806   | Senado da Capitania do Rio Grande. Nomeado por D. João VI de Portugal, Brasil e Algarve             |
| 17                              | Francisco Cavalcanti de Albuquerque |                                 | 23 de março de 1806 — maio de 1811              | Governador Regente da Capitania do Rio Grande. Nomeado por D. João VI de Portugal, Brasil e Algarve |
| 9º Governo do Senado da Câmara  | 9º Governo do Senado da Câmara      | 9º Governo do Senado da Câmara  | maio de 1811 — 22 de janeiro de 1812            | Senado da Capitania do Rio Grande. Nomeado por D. João VI de Portugal, Brasil e Algarve             |
| 18                              | Sebastião de Melo e Póvoas          |                                 | 22 de janeiro de 1812 — 16 de novembro de 1816  | Governador Regente da Capitania do Rio Grande. Nomeado por D. João VI de Portugal, Brasil e Algarve |
| 19                              | José Inácio Borges                  |                                 | 16 de novembro de 1816 — 23 de março de 1817    | Governador Regente da Capitania do Rio Grande. Nomeado por D. João VI de Portugal, Brasil e Algarve |
| 10º Governo do Senado da Câmara | 10º Governo do Senado da Câmara     | 10º Governo do Senado da Câmara | 23 de março de 1817 — 25 de abril de 1817       | Senado da Capitania do Rio Grande. Nomeado por D. João VI de Portugal, Brasil e Algarve             |
| 11º Governo do Senado da Câmara | 11º Governo do Senado da Câmara     | 11º Governo do Senado da Câmara | 25 de abril de 1817 — 17 de junho de 1817       | Senado da Capitania do Rio Grande. Nomeado por D. João VI de Portugal, Brasil e Algarve             |
| —                               | José Inácio Borges                  |                                 | 17 de junho de 1817 — 3 de dezembro de 1821     | Governador Regente da Capitania do Rio Grande. Nomeado por D. João VI de Portugal, Brasil e Algarve |

## Presidentes da Província do Rio Grande do Norte –Império do Brasil(1821 – 1889)

### Primeiro Reinado (1822–1831)
| Nº                         | Presidente (Nascimento–Falecimento) | Presidente (Nascimento–Falecimento)             | Retrato                    | Partido político    | Período de mandato                              | Referências e notas |
| -------------------------- | ----------------------------------- | ----------------------------------------------- | -------------------------- | ------------------- | ----------------------------------------------- | ------------------- |
| Junta Governativa Potiguar | Junta Governativa Potiguar          | Junta Governativa Potiguar                      | Junta Governativa Potiguar | Partido Moderado    | 3 de dezembro de 1821 — 24 de janeiro de 1824   | [ nota 1 ]          |
| 1                          |                                     | Manuel Teixeira Barbosa (1779–1839)             |                            | Partido Moderado    | 24 de janeiro de 1824 — 5 de maio de 1824       | [ nota 2 ]          |
| 2                          |                                     | Tomás de Araújo Pereira (1765–1847)             |                            | Partido Moderado    | 5 de maio de 1924 — 8 de setembro de 1824       | [ nota 2 ]          |
| 3                          |                                     | Lourenço José de Morais Navarro (1786–1830)     |                            | Partido Moderado    | 8 de setembro de 1824 — 25 de janeiro de 1825   | [ nota 2 ]          |
| 4                          |                                     | Manuel Teixeira Barbosa (1779–1839)             |                            | Partido Moderado    | 25 de janeiro de 1825 — 21 de março de 1825     | [ nota 2 ]          |
| 5                          |                                     | Manoel do Nascimento Castro e Silva (1788–1846) |                            | Partido Democrático | 21 de março de 1825 — 20 de agosto de 1825      | [ nota 2 ]          |
| 6                          |                                     | Antônio da Rocha Bezerra (1759–1832)            |                            | Partido Democrático | 20 de agosto de 1825 — 21 de fevereiro de 1826  | [ nota 2 ]          |
| 7                          |                                     | José Paulino de Almeida Albuquerque (?–1830)    |                            | Partido Moderado    | 21 de fevereiro de 1826 — 10 de março de 1830   | [ nota 2 ]          |
| 8                          |                                     | Antônio da Rocha Bezerra (1759–1832)            |                            | Partido Democrático | 10 de março de 1830 — 22 de fevereiro de 1832   | [ nota 2 ]          |
| 9                          |                                     | Joaquim Vieira da Silva e Sousa (1800–1864)     |                            | Partido Liberal     | 22 de fevereiro de 1832 — 4 de setembro de 1832 | [ nota 2 ]          |
| 10                         |                                     | Manuel Pinto de Castro (1774–1850)              |                            | Partido Conservador | 4 de setembro de 1832 — 24 de setembro de 1832  | [ nota 2 ]          |

### Período Regencial (1831-1840)
| Nº | Presidente (Nascimento–Falecimento) | Presidente (Nascimento–Falecimento)                           | Retrato | Partido político    | Período de mandato                            | Referências e notas |
| -- | ----------------------------------- | ------------------------------------------------------------- | ------- | ------------------- | --------------------------------------------- | ------------------- |
| 11 |                                     | Joaquim Vieira da Silva e Sousa (1800–1864)                   |         | Partido Liberal     | 24 de setembro de 1832 — 8 de outubro de 1832 | [ nota 3 ]          |
| 12 |                                     | Manuel Pinto de Castro (1774–1850)                            |         | Partido Conservador | 8 de outubro de 1832 — 23 de janeiro de 1833  | [ nota 3 ]          |
| 13 |                                     | Manuel Lobo de Miranda Henriques (1789–1856)                  |         | Partido Conservador | 23 de janeiro de 1833 — 31 de julho de 1833   | [ nota 3 ]          |
| 14 |                                     | Basílio Quaresma Torreão (1787–1867)                          |         | Partido Conservador | 31 de julho de 1833 — 1 de maio de 1836       | [ nota 3 ]          |
| 15 |                                     | João José Ferreira de Aguiar 1.º Barão de Catuama (1810–1888) |         | Partido Conservador | 1 de maio de 1836 — 26 de agosto de 1837      | [ nota 3 ]          |
| 16 |                                     | Manuel Ribeiro da Silva Lisboa (1807–1838)                    |         | Partido Liberal     | 26 de agosto de 1837 — 11 de abril de 1838    | [ nota 3 ]          |
| —  |                                     | Joaquim Aires de Almeida Freitas (?–?)                        |         | Partido Liberal     | 11 de abril de 1838 — 25 de abril de 1838     | [ nota 4 ]          |
| —  |                                     | Manuel Teixeira Barbosa (1779–1839)                           |         | Partido Conservador | 25 de abril de 1838 — 3 de julho de 1838      | [ nota 5 ]          |
| —  |                                     | João Valentino Dantas (1808–1863)                             |         | Partido Conservador | 3 de julho de 1838 — 3 de novembro de 1838    | [ nota 4 ]          |
| 17 |                                     | Manuel de Assis Mascarenhas (1805–1867)                       |         | Partido Conservador | 3 de novembro de 1838 — 6 de julho de 1841    | [ nota 3 ]          |

### Segundo Reinado (1840–1889)
| Nº | Presidente (Nascimento–Falecimento) | Presidente (Nascimento–Falecimento)                                            | Retrato | Partido político    | Período de mandato                               | Referências e notas |
| -- | ----------------------------------- | ------------------------------------------------------------------------------ | ------- | ------------------- | ------------------------------------------------ | ------------------- |
| —  |                                     | Estêvão José Barbosa de Moura (1810–1891)                                      |         | Partido Conservador | 6 de julho de 1841 — 4 de dezembro de 1841       | [ nota 6 ]          |
| —  |                                     | Manuel de Assis Mascarenhas (1805–1867)                                        |         | Partido Conservador | 4 de dezembro de 1841 — 31 de março de 1842      | [ nota 7 ]          |
| —  |                                     | Estêvão José Barbosa de Moura (1810–1891)                                      |         | Partido Conservador | 31 de março de 1842 — 31 de maio de 1842         | [ nota 6 ]          |
| —  |                                     | Manuel de Assis Mascarenhas (1805–1867)                                        |         | Partido Conservador | 31 de maio de 1842 — 15 de novembro de 1842      | [ nota 7 ]          |
| —  |                                     | Estêvão José Barbosa de Moura (1810–1891)                                      |         | Partido Conservador | 15 de novembro de 1842 — 7 de julho de 1843      | [ nota 6 ]          |
| 18 |                                     | André de Albuquerque Maranhão Júnior (1799–1895)                               |         | Partido Liberal     | 7 de julho de 1843 — 9 de janeiro de 1844        | [ nota 8 ]          |
| 19 |                                     | Francisco de Queirós Coutinho Matoso da Câmara (1814–?)                        |         | Partido Conservador | 9 de janeiro de 1844 — 19 de julho de 1844       | [ nota 8 ]          |
| —  |                                     | Venceslau de Oliveira Belo (1787–1852)                                         |         | Partido Conservador | 19 de julho de 1844 — 28 de abril de 1845        | [ nota 6 ]          |
| 20 |                                     | José Sarmento (1813–1860)                                                      |         | Partido Conservador | 28 de abril de 1845 — 9 de outubro de 1847       | [ nota 8 ]          |
| 21 |                                     | João Carlos Wanderley (1811–1899)                                              |         | Partido Liberal     | 9 de outubro de 1847 — 5 de dezembro de 1847     | [ nota 8 ]          |
| —  |                                     | Frederico Augusto Pamplona (1814–1865)                                         |         | Partido Liberal     | 5 de dezembro de 1847 — 31 de março de 1848      | [ nota 6 ]          |
| —  |                                     | João Carlos Wanderley (1811–1899)                                              |         | Partido Liberal     | 31 de março de 1848 — 29 de abril de 1848        | [ nota 7 ]          |
| —  |                                     | Antônio Joaquim de Siqueira (?–1854)                                           |         | Partido Liberal     | 29 de abril de 1848 — 25 de novembro de 1848     | [ nota 9 ]          |
| —  |                                     | João Carlos Wanderley (1811–1899)                                              |         | Partido Liberal     | 25 de novembro de 1848 — 24 de fevereiro de 1849 | [ nota 7 ]          |
| 22 |                                     | Benevenuto Augusto Magalhães Taques (1818–1881)                                |         | Partido Liberal     | 24 de fevereiro de 1849 — 2 de dezembro de 1849  | [ nota 8 ]          |
| —  |                                     | José Pereira de Araújo Neves (1814–1850)                                       |         | Partido Liberal     | 2 de dezembro de 1849 — 15 de março de 1850      | [ nota 6 ]          |
| 23 |                                     | João Carlos Wanderley (1811–1899)                                              |         | Partido Liberal     | 15 de março de 1850 — 6 de maio de 1850          | [ nota 8 ]          |
| 24 |                                     | José Joaquim da Cunha (?–?)                                                    |         | Partido Liberal     | 6 de maio de 1850 — 10 de julho de 1852          | [ nota 8 ]          |
| 25 |                                     | Antônio Francisco Pereira de Carvalho (?–1915)                                 |         | Partido Conservador | 10 de julho de 1852 — 24 de outubro de 1853      | [ nota 8 ]          |
| 26 |                                     | Antônio Bernardo de Passos (?–?)                                               |         | Partido Liberal     | 24 de outubro de 1853 — 1 de abril de 1857       | [ nota 8 ]          |
| 27 |                                     | Bernardo Machado da Costa Dória (1811–1878)                                    |         | Partido Conservador | 1 de abril de 1857 — 19 de maio de 1858          | [ nota 8 ]          |
| —  |                                     | Otaviano Cabral Raposo Câmara (1819–1880)                                      |         | Partido Conservador | 19 de maio de 1858 — 18 de junho de 1858         | [ nota 6 ]          |
| 28 |                                     | Antônio Marcelino Nunes Gonçalves Visconde de São Luís do Maranhão (1823–1899) |         | Partido Conservador | 18 de junho de 1858 — 4 de outubro de 1859       | [ nota 8 ]          |
| 29 |                                     | João José de Oliveira Junqueira Júnior (1832–1887)                             |         | Partido Conservador | 4 de outubro de 1859 — 28 de abril de 1860       | [ nota 8 ]          |
| 30 |                                     | José Bento da Cunha Figueiredo Júnior (1833–1885)                              |         | Partido Conservador | 28 de abril de 1860 — 16 de fevereiro de 1861    | [ nota 8 ]          |
| —  |                                     | Antônio Galdino da Cunha (?–?)                                                 |         | Partido Conservador | 16 de fevereiro de 1861 — 17 de maio de 1861     | [ nota 6 ]          |
| 31 |                                     | Pedro Leão Veloso (1828–1902)                                                  |         | Partido Conservador | 17 de maio de 1861 — 14 de maio de 1863          | [ nota 8 ]          |
| —  |                                     | Trajano Leocádio de Medeiros Murta (?–?)                                       |         | Partido Conservador | 14 de maio de 1863 — 26 de maio de 1863          | [ nota 6 ]          |
| —  |                                     | Antônio Galdino da Cunha (?–?)                                                 |         | Partido Conservador | 26 de maio de 1863 — 27 de julho de 1863         | [ nota 9 ]          |
| 32 |                                     | Vicente Alves de Paula Pessoa (1828–1889)                                      |         | Partido Liberal     | 27 de julho de 1863 — 30 de julho de 1863        | [ nota 8 ]          |
| 33 |                                     | Olinto José Meira (1829–1901)                                                  |         | Partido Liberal     | 30 de julho de 1863 — 21 de agosto de 1866       | [ nota 8 ]          |
| 34 |                                     | Luís Barbosa da Silva (1840–1875)                                              |         | Partido Liberal     | 21 de agosto de 1866 — 25 de abril de 1867       | [ nota 8 ]          |
| 35 |                                     | Antônio Basílio Ribeiro Dantas (1828–1895)                                     |         | Partido Conservador | 25 de abril de 1867 — 13 de maio de 1867         | [ nota 8 ]          |
| 36 |                                     | Gustavo Adolfo de Sá (1836–1909)                                               |         | Partido Liberal     | 13 de maio de 1867 — 29 de julho de 1868         | [ nota 8 ]          |
| —  |                                     | Bartolomeu da Rocha Fagundes (1813–1877)                                       |         | Partido Liberal     | 29 de julho de 1868 — 6 de agosto de 1868        | [ nota 6 ]          |
| 37 |                                     | Antônio Basílio Ribeiro Dantas (1828–1895)                                     |         | Partido Conservador | 6 de agosto de 1868 — 19 de agosto de 1868       | [ nota 8 ]          |
| 38 |                                     | Luís Gonzaga de Brito Guerra 1.º Barão de Açu (1818–1896)                      |         | Partido Conservador | 19 de agosto de 1868 — 1 de setembro de 1868     | [ nota 8 ]          |
| —  |                                     | Manuel José Marinho da Cunha (1830–?)                                          |         | Partido Conservador | 1 de setembro de 1868 — 10 de março de 1869      | [ nota 6 ]          |
| —  |                                     | Pedro de Alcântara Pinheiro (?–?)                                              |         | Partido Conservador | 10 de março de 1869 — 12 de abril de 1869        | [ nota 9 ]          |
| 39 |                                     | Pedro de Barros Cavalcanti de Albuquerque (1839–?)                             |         | Partido Conservador | 12 de abril de 1869 — 17 de fevereiro de 1870    | [ nota 8 ]          |
| —  |                                     | Otaviano Cabral Raposo Câmara (1819–1880)                                      |         | Partido Conservador | 17 de fevereiro de 1870 — 22 de março de 1870    | [ nota 6 ]          |
| 40 |                                     | Silvino Elvídio Carneiro da Cunha 1.º Barão de Abiaí (1813–1892)               |         | Partido Liberal     | 22 de março de 1870 — 11 de janeiro de 1871      | [ nota 8 ]          |
| 41 |                                     | Jerônimo Cabral Raposo Câmara (1821–1900)                                      |         | Partido Conservador | 11 de janeiro de 1871 — 17 de agosto de 1871     | [ nota 8 ]          |
| —  |                                     | Delfino Augusto Cavalcanti de Albuquerque (1820–1906)                          |         | Partido Conservador | 17 de agosto de 1871 — 11 de junho de 1872       | [ nota 6 ]          |
| —  |                                     | Jerônimo Cabral Raposo Câmara (1821–1900)                                      |         | Partido Conservador | 11 de junho de 1872 — 15 de junho de 1872        | [ nota 7 ]          |
| —  |                                     | João Gomes Freire (?–?)                                                        |         | Partido Conservador | 15 de junho de 1872 — 1 de julho de 1872         | [ nota 9 ]          |
| 42 |                                     | Henrique Pereira de Lucena 1.º Barão de Lucena (1835–1913)                     |         | Partido Liberal     | 1 de julho de 1872 — 17 de novembro de 1872      | [ nota 8 ]          |
| 43 |                                     | Francisco Clementino de Vasconcelos Chaves (?–1890)                            |         | Partido Conservador | 17 de novembro de 1872 — 19 de janeiro de 1873   | [ nota 8 ]          |
| —  |                                     | Bonifácio Francisco Pinheiro da Câmara (1813–1884)                             |         | Partido Conservador | 19 de janeiro de 1873 — 17 de junho de 1873      | [ nota 9 ]          |
| 44 |                                     | João Capistrano Bandeira de Melo Filho (1836–1905)                             |         | Partido Liberal     | 17 de junho de 1873 — 10 de maio de 1875         | [ nota 8 ]          |
| —  |                                     | José Bernardo Galvão Alcoforado Júnior (1840–1913)                             |         | Partido Liberal     | 10 de maio de 1875 — 20 de junho de 1876         | [ nota 6 ]          |
| 45 |                                     | Antônio dos Passos Miranda (1847–1899)                                         |         | Partido Liberal     | 20 de junho de 1876 — 18 de abril de 1877        | [ nota 8 ]          |
| 46 |                                     | José Nicolau Tolentino de Carvalho (1910–?)                                    |         | Partido Conservador | 18 de abril de 1877 — 6 de março de 1878         | [ nota 8 ]          |
| 47 |                                     | Manuel Januário Bezerra Montenegro (?–?)                                       |         | Partido Conservador | 6 de março de 1878 — 31 de janeiro de 1879       | [ nota 8 ]          |
| —  |                                     | Mathias Antônio da Fonseca Morato (1829–1896)                                  |         | Partido Conservador | 31 de janeiro de 1879 — 7 de fevereiro de 1879   | [ nota 6 ]          |
| 48 |                                     | Euclides Diocleciano de Albuquerque (?–?)                                      |         | Partido Conservador | 7 de fevereiro de 1879 — 14 de fevereiro de 1879 | [ nota 8 ]          |
| —  |                                     | Vicente Inácio Pereira (1833–1888)                                             |         | Partido Conservador | 14 de fevereiro de 1879 — 13 de março de 1879    | [ nota 6 ]          |
| 49 |                                     | Rodrigo Lobato Marcondes Machado (1846–1918)                                   |         | Partido Liberal     | 13 de março de 1879 — 1 de maio de 1880          | [ nota 8 ]          |
| 50 |                                     | Alarico José Furtado (1846–1884)                                               |         | Partido Conservador | 1 de maio de 1880 — 20 de abril de 1881          | [ nota 8 ]          |
| —  |                                     | Mathias Antônio da Fonseca Morato (1829–1896)                                  |         | Partido Conservador | 20 de abril de 1881 — 1 de junho de 1881         | [ nota 6 ]          |
| 51 |                                     | Sátiro de Oliveira Dias (1844–1913)                                            |         | Partido Conservador | 1 de junho de 1881 — 16 de março de 1882         | [ nota 8 ]          |
| —  |                                     | Mathias Antônio da Fonseca Morato (1829–1896)                                  |         | Partido Conservador | 16 de março de 1882 — 13 de abril de 1882        | [ nota 6 ]          |
| 52 |                                     | Francisco de Gouveia Cunha Barreto (?–1892)                                    |         | Partido Liberal     | 13 de abril de 1882 — 21 de julho de 1883        | [ nota 8 ]          |
| 53 |                                     | Antônio Basílio Ribeiro Dantas (1828–1895)                                     |         | Partido Conservador | 21 de julho de 1883 — 22 de agosto de 1883       | [ nota 8 ]          |
| 54 |                                     | Francisco de Paula Sales (1838–1902)                                           |         | Partido Conservador | 22 de agosto de 1883 — 19 de julho de 1884       | [ nota 8 ]          |
| —  |                                     | Antônio Basílio Ribeiro Dantas (1828–1895)                                     |         | Partido Conservador | 19 de julho de 1884 — 30 de setembro de 1884     | [ nota 6 ]          |
| 55 |                                     | Francisco Altino Correia de Araújo (1852–1915)                                 |         | Partido Conservador | 30 de setembro de 1884 — 11 de julho de 1885     | [ nota 8 ]          |
| —  |                                     | Antônio Basílio Ribeiro Dantas (1828–1895)                                     |         | Partido Conservador | 11 de julho de 1885 — 22 de setembro de 1885     | [ nota 6 ]          |
| —  |                                     | Álvaro Antônio da Costa (?–?)                                                  |         | Partido Conservador | 22 de setembro de 1885 — 22 de outubro de 1885   | [ nota 10 ]         |
| 56 |                                     | José Moreira Alves da Silva (1850–1909)                                        |         | Partido Liberal     | 22 de outubro de 1885 — 30 de outubro de 1886    | [ nota 8 ]          |
| —  |                                     | Luís Carlos Lins Wanderley (1831–1890)                                         |         | Partido Liberal     | 30 de outubro de 1886 — 11 de novembro de 1886   | [ nota 6 ]          |
| 57 |                                     | Antônio Francisco Pereira de Carvalho (1840–1915)                              |         | Partido Conservador | 11 de novembro de 1886 — 10 de agosto de 1888    | [ nota 8 ]          |
| 58 |                                     | Francisco Amintas da Costa Barros (1841–1899)                                  |         | Partido Liberal     | 10 de agosto de 1888 — 14 de outubro de 1888     | [ nota 8 ]          |
| —  |                                     | José Marcelino da Rosa e Silva (1856–1939)                                     |         | Partido Conservador | 14 de outubro de 1888 — 15 de junho de 1889      | [ nota 6 ]          |
| —  |                                     | Francisco Amintas da Costa Barros (1841–1899)                                  |         | Partido Liberal     | 15 de junho de 1889 — 18 de junho de 1889        | [ nota 7 ]          |
| 59 |                                     | Antônio Basílio Ribeiro Dantas (1828–1895)                                     |         | Partido Conservador | 18 de junho de 1889 — 12 de julho de 1889        | [ nota 8 ]          |
| 60 |                                     | Fausto Barreto (1852–1915)                                                     |         | Partido Conservador | 12 de julho de 1889 — 23 de outubro de 1889      | [ nota 8 ]          |
| 61 |                                     | Antônio Basílio Ribeiro Dantas (1828–1895)                                     |         | Partido Conservador | 23 de outubro de 1889 — 17 de novembro de 1889   | [ nota 8 ]          |

## Governadores do Rio Grande do Norte –Brasil República(1889 – atualmente)

### Primeira República (1889–1930)
Com a proclamação da República em 1889 e a promulgação da Constituição de 1891, o Brasil adotou o federalismo, concedendo aos estados ampla autonomia política e administrativa. No Rio Grande do Norte, assim como em outros estados, o governador (denominado presidente do estado na época) era eleito por voto direto, e o federalismo permitiu que as elites locais ganhassem poder.
O Rio Grande do Norte foi fortemente influenciado pelo domínio das oligarquias regionais, especialmente as famílias Alves e Maranhão. Um exemplo marcante desse período foi Alberto Maranhão, que governou o estado por dois mandatos (1900-1904 e 1908-1913). Sob sua administração, o Rio Grande do Norte viu importantes avanços na urbanização, como a construção de edifícios históricos em Natal e melhorias na infraestrutura. Contudo, como parte da política da Primeira República, o estado também se viu inserido na "política dos governadores", uma articulação informal que buscava garantir estabilidade política ao apoiar o governo federal em troca de autonomia local.
O poder das oligarquias e a relação direta entre os líderes estaduais e o governo central mantinham o sistema político relativamente estável, embora controlado por elites. Isso se refletia na distribuição de recursos e na gestão das políticas públicas, moldadas pela lógica de domínio político regional.
| Nº                                                                                    | Presidente do Estado (Nascimento–Falecimento)                                         | Presidente do Estado (Nascimento–Falecimento)                                         | Retrato                                                                               | Partido político                                                                      | Período de mandato                                | Vice-presidente                   | Vice-presidente                  | Cargo público anterior                                                  | Referências e notas              |
| ------------------------------------------------------------------------------------- | ------------------------------------------------------------------------------------- | ------------------------------------------------------------------------------------- | ------------------------------------------------------------------------------------- | ------------------------------------------------------------------------------------- | ------------------------------------------------- | --------------------------------- | -------------------------------- | ----------------------------------------------------------------------- | -------------------------------- |
| 1                                                                                     |                                                                                       | Pedro Maranhão (1856–1907)                                                            |                                                                                       | PRF                                                                                   | 17 de novembro de 1889 — 6 de dezembro de 1889    | Vago; sem vice-presidente.        | Vago; sem vice-presidente.       | Inspetor da Saúde Pública do Rio Grande do Norte                        | [ 16 ] [ nota 11 ]               |
| 2                                                                                     |                                                                                       | Adolfo Gordo (1858–1929)                                                              |                                                                                       | PRF                                                                                   | 6 de dezembro de 1889 — 8 de fevereiro de 1890    | Vago; sem vice-presidente.        | Vago; sem vice-presidente.       | Vereador de Capivari                                                    | [ 17 ] [ nota 12 ]               |
| 3                                                                                     |                                                                                       | Jerônimo Câmara (1843–1920)                                                           |                                                                                       | PRF                                                                                   | 8 de fevereiro de 1890 — 10 de março de 1890      | Vago; sem vice-presidente.        | Vago; sem vice-presidente.       | Chefe de Polícia de São José de Mipibu                                  | [ 18 ] [ nota 13 ]               |
| 4                                                                                     |                                                                                       | Xavier da Silveira Júnior (1864–1912)                                                 |                                                                                       | PRF                                                                                   | 10 de março de 1890 — 19 de setembro de 1890      |                                   | Pedro Maranhão                   | Delegado de Polícia no Rio de Janeiro                                   | [ 19 ] [ 20 ] [ nota 14 ]        |
| 5                                                                                     |                                                                                       | Pedro Maranhão (1856–1907)                                                            |                                                                                       | PRF                                                                                   | 19 de setembro de 1890 — 8 de novembro de 1890    | Vago; sem vice-presidente.        | Vago; sem vice-presidente.       | Presidente do Rio Grande do Norte                                       | [ 16 ] [ nota 15 ]               |
| 6                                                                                     |                                                                                       | João Gomes Ribeiro (1840–1897)                                                        |                                                                                       | —                                                                                     | 8 de novembro de 1890 — 7 de dezembro de 1890     | Vago; sem vice-presidente.        | Vago; sem vice-presidente.       | Procurador Fiscal da Tesouraria Provincial Abolicionista                | [ 21 ] [ nota 13 ]               |
| 7                                                                                     |                                                                                       | Nascimento de Castro (1851–1901)                                                      |                                                                                       | —                                                                                     | 7 de dezembro de 1890 — 2 de março de 1891        | Vago; sem vice-presidente.        | Vago; sem vice-presidente.       | Chefe de Polícia do Rio Grande do Norte                                 | [ 22 ] [ nota 13 ]               |
| 8                                                                                     |                                                                                       | Amintas Barros (1841–1899)                                                            |                                                                                       | PRF                                                                                   | 2 de março de 1891 — 13 de junho de 1891          | Vago; sem vice-presidente.        | Vago; sem vice-presidente.       | Presidente da Província do Rio Grande do Norte                          | [ 23 ] [ nota 16 ]               |
| 9                                                                                     |                                                                                       | Fernandes Barros (1844–1907)                                                          |                                                                                       | PRF                                                                                   | 13 de junho de 1891 — 6 de agosto de 1891         | Vago; sem vice-presidente.        | Vago; sem vice-presidente.       | Primeiro-vice-presidente do Rio Grande do Norte                         | [ 24 ] [ nota 17 ]               |
| 10                                                                                    |                                                                                       | Francisco Gurgel (1834–1910)                                                          |                                                                                       | PRF                                                                                   | 6 de agosto de 1891 — 9 de setembro de 1891       | Vago; sem vice-presidente.        | Vago; sem vice-presidente.       | Segundo-vice-presidente do Rio Grande do Norte                          | [ 25 ] [ nota 18 ]               |
| 11                                                                                    |                                                                                       | Miguel Castro (1834–1901)                                                             |                                                                                       | PRF                                                                                   | 9 de setembro de 1891 — 28 de novembro de 1891    |                                   | Fernandes Barros                 | Deputado federal pelo Rio Grande do Norte                               | [ 26 ] [ nota 19 ]               |
| 11                                                                                    | Francisco Gurgel                                                                      | Miguel Castro (1834–1901)                                                             |                                                                                       | PRF                                                                                   | 9 de setembro de 1891 — 28 de novembro de 1891    |                                   |                                  | Deputado federal pelo Rio Grande do Norte                               | [ 26 ] [ nota 19 ]               |
| Francisco de Lima e Silva, barão de Barra Grande Nascimento de Castro Ferreira Chaves | Francisco de Lima e Silva, barão de Barra Grande Nascimento de Castro Ferreira Chaves | Francisco de Lima e Silva, barão de Barra Grande Nascimento de Castro Ferreira Chaves | Francisco de Lima e Silva, barão de Barra Grande Nascimento de Castro Ferreira Chaves | Francisco de Lima e Silva, barão de Barra Grande Nascimento de Castro Ferreira Chaves | 28 de novembro de 1891 — 22 de fevereiro de 1892  | Vago; sem vice-presidente.        | Vago; sem vice-presidente.       | —                                                                       | [ 28 ] [ nota 20 ]               |
| 12                                                                                    |                                                                                       | Jerônimo Câmara (1843–1920)                                                           |                                                                                       | PRF                                                                                   | 22 de fevereiro de 1892 — 28 de fevereiro de 1892 | Vago; sem vice-presidente.        | Vago; sem vice-presidente.       | Deputado estadual do Rio Grande do Norte                                | [ 18 ] [ nota 21 ]               |
| 13                                                                                    |                                                                                       | Pedro Maranhão (1856–1907)                                                            |                                                                                       | PRF                                                                                   | 28 de fevereiro de 1892 — 25 de março de 1896     |                                   | Silvino Bezerra                  | Presidente do Rio Grande do Norte                                       | [ 16 ] [ nota 22 ]               |
| 14                                                                                    |                                                                                       | Joaquim Ferreira Chaves (1852–1937)                                                   |                                                                                       | PRF                                                                                   | 25 de março de 1896 — 25 de março de 1900         |                                   | Meira e Sá                       | Desembargador do Superior Tribunal de Justiça do Rio Grande do Norte    | [ 27 ] [ nota 23 ]               |
| 15                                                                                    |                                                                                       | Alberto Maranhão (1872–1944)                                                          |                                                                                       | PRF                                                                                   | 25 de março de 1900 — 25 de março de 1904         |                                   | Dionísio Filgueira               | Secretário de Governo do Rio Grande do Norte                            | [ 29 ] [ nota 24 ]               |
| 16                                                                                    |                                                                                       | Augusto Tavares de Lyra (1872–1958)                                                   |                                                                                       | PRC                                                                                   | 25 de março de 1904 — 5 de novembro de 1906       |                                   | Juvenal Lamartine                | Deputado federal pelo Rio Grande do Norte                               | [ 30 ] [ 31 ] [ nota 25 ]        |
| 16                                                                                    | Manuel Moreira Dias                                                                   | Augusto Tavares de Lyra (1872–1958)                                                   |                                                                                       | PRC                                                                                   | 25 de março de 1904 — 5 de novembro de 1906       |                                   |                                  | Deputado federal pelo Rio Grande do Norte                               | [ 30 ] [ 31 ] [ nota 25 ]        |
| 17                                                                                    |                                                                                       | Manuel Moreira Dias (1862–1908)                                                       |                                                                                       | —                                                                                     | 5 de novembro de 1906 — 23 de fevereiro de 1907   | Vago; sem vice-presidente.        | Vago; sem vice-presidente.       | Vice-presidente do Rio Grande do Norte                                  | [ 32 ] [ nota 26 ]               |
| 18                                                                                    |                                                                                       | Antônio Melo e Sousa (1867–1955)                                                      |                                                                                       | PRF                                                                                   | 23 de fevereiro de 1907 — 25 de março de 1908     | Vago; sem vice-presidente.        | Vago; sem vice-presidente.       | Procurador-geral do Superior Tribunal de Justiça do Rio Grande do Norte | [ 33 ] [ nota 27 ]               |
| 19                                                                                    |                                                                                       | Alberto Maranhão (1872–1944)                                                          |                                                                                       | PRF                                                                                   | 25 de março de 1908 — 31 de dezembro de 1913      | Vago; sem vice-presidente.        | Vago; sem vice-presidente.       | Deputado federal pelo Rio Grande do Norte                               | [ 29 ] [ nota 28 ]               |
| 20                                                                                    |                                                                                       | Joaquim Ferreira Chaves (1852–1937)                                                   |                                                                                       | PRF                                                                                   | 1 de janeiro de 1914 — 31 de dezembro de 1920     |                                   | Henrique Castriciano             | Senador pelo Rio Grande do Norte                                        | [ 27 ] [ nota 29 ]               |
| 21                                                                                    |                                                                                       | Antônio Melo e Sousa (1867–1955)                                                      |                                                                                       | PRF                                                                                   | 1 de janeiro de 1921 — 1 de janeiro de 1924       | Presidente do Rio Grande do Norte | Henrique Castriciano             | [ 33 ] [ nota 30 ]                                                      |                                  |
| 22                                                                                    |                                                                                       | José Augusto de Medeiros (1884–1971)                                                  |                                                                                       | PRF                                                                                   | 1 de janeiro de 1924 — 31 de dezembro de 1927     |                                   | Augusto Raposo da Câmara         | Deputado federal pelo Rio Grande do Norte                               | [ 34 ] [ 35 ] [ nota 31 ]        |
| 23                                                                                    |                                                                                       | Juvenal Lamartine (1874–1956)                                                         |                                                                                       | PRF                                                                                   | 1 de janeiro de 1928 — 5 de outubro de 1930       |                                   | Joaquim Inácio de Carvalho Filho | Deputado federal pelo Rio Grande do Norte                               | [ 34 ] [ 36 ] [ 37 ] [ nota 32 ] |
| Luís Tavares Guerreiro Abelardo Torres Castro Júlio Perouse Pontes                    | Luís Tavares Guerreiro Abelardo Torres Castro Júlio Perouse Pontes                    | Luís Tavares Guerreiro Abelardo Torres Castro Júlio Perouse Pontes                    | Luís Tavares Guerreiro Abelardo Torres Castro Júlio Perouse Pontes                    | Luís Tavares Guerreiro Abelardo Torres Castro Júlio Perouse Pontes                    | 6 de outubro de 1930 — 12 de outubro de 1930      | Vago; sem vice-presidente.        | Vago; sem vice-presidente.       | —                                                                       | [ nota 20 ]                      |

### Segunda República (1930–1937)
A Revolução de 1930, que depôs o governo da Primeira República, trouxe grandes transformações para a política nacional e afetou profundamente o Rio Grande do Norte. Getúlio Vargas dissolveu o Congresso Nacional e os governos estaduais, nomeando interventores federais em vez de permitir a escolha dos governadores por meio de eleições diretas. No Rio Grande do Norte, essa intervenção foi representada por Rafael Fernandes, nomeado interventor em 1935.
Com a promulgação da Constituição de 1934, os governadores passaram a ser eleitos indiretamente pelas assembleias legislativas estaduais, o que ainda limitava a participação popular e a autonomia política dos estados.
| Nº | Interventor (Nascimento–Falecimento) | Interventor (Nascimento–Falecimento) | Retrato | Partido político | Período de mandato                            | Cargo público anterior                       | Referências e notas |
| -- | ------------------------------------ | ------------------------------------ | ------- | ---------------- | --------------------------------------------- | -------------------------------------------- | ------------------- |
| 24 |                                      | Irineu Joffily (1886–1964)           |         | —                | 12 de outubro de 1930 — 28 de janeiro de 1931 | Deputado estadual da Paraíba                 | [ 41 ] [ nota 33 ]  |
| 25 |                                      | Aluísio de Andrade Moura (1905–1973) |         | —                | 29 de janeiro de 1931 — 31 de julho de 1931   | —                                            | [ 42 ] [ nota 33 ]  |
| 26 |                                      | Herculino Cascardo (1900–1967)       |         | —                | 31 de julho de 1931 — 11 de junho de 1932     | —                                            | [ 43 ] [ nota 33 ]  |
| 27 |                                      | Bertino Dutra da Silva (1896–1973)   |         | —                | 11 de junho de 1932 — 2 de agosto de 1933     | —                                            | [ 44 ] [ nota 33 ]  |
| 28 |                                      | Mário Câmara (1891–1967)             |         | PSN              | 2 de agosto de 1933 — 27 de outubro de 1935   | Assessor Técnico da Presidência da República | [ 45 ] [ nota 33 ]  |
| 29 |                                      | Liberato da Cruz Barroso (1892–1957) |         | —                | 27 de outubro de 1935 — 29 de outubro de 1935 | —                                            | [ 46 ] [ nota 33 ]  |

### Terceira República (1937–1945)
Foi com a Constituição de 1937, durante o Estado Novo, que Vargas consolidou a centralização do poder, e os governadores estaduais passaram a ser nomeados diretamente pelo presidente da República. No Rio Grande do Norte, essa política resultou em uma redução significativa da autonomia local, com os interventores federais implementando as diretrizes do governo central.
Durante esse período, embora os interventores estivessem alinhados ao governo federal, houve esforços de modernização e desenvolvimento no estado. Rafael Fernandes, por exemplo, buscou promover estabilidade política e avanços na administração pública, mesmo sob um regime altamente centralizado.
| Nº | Interventor (Nascimento–Falecimento) | Interventor (Nascimento–Falecimento) | Retrato | Partido político | Período de mandato                           | Cargo público anterior                    | Referências e notas |
| -- | ------------------------------------ | ------------------------------------ | ------- | ---------------- | -------------------------------------------- | ----------------------------------------- | ------------------- |
| 30 |                                      | Rafael Fernandes Gurjão (1891–1952)  |         | —                | 29 de outubro de 1935 — 14 de junho de 1943  | Prefeito de Mossoró                       | [ 47 ] [ nota 34 ]  |
| 31 |                                      | Antônio Fernandes Dantas (1881–1966) |         | —                | 14 de junho de 1943 — 15 de agosto de 1945   | Interventor Federal da Bahia              | [ 48 ] [ nota 35 ]  |
| 32 |                                      | Georgino Avelino (1886–1959)         |         | PSD              | 15 de agosto de 1945 — 7 de novembro de 1945 | Deputado federal pelo Rio Grande do Norte | [ 49 ] [ nota 36 ]  |

### Quarta República (1945–1964)
Com o fim do Estado Novo e a redemocratização em 1946, o federalismo foi restaurado, e as eleições diretas para governadores voltaram a ser realizadas. No Rio Grande do Norte, essa nova fase trouxe importantes figuras políticas que desempenhariam papéis de destaque no cenário local e nacional. Dinarte Mariz, eleito governador em 1956, foi um dos principais nomes dessa fase. Seu governo foi marcado por uma política voltada ao desenvolvimento agrícola e industrial, com iniciativas que visavam melhorar a infraestrutura e promover o crescimento econômico no estado.
A Constituição de 1946 devolveu aos estados o controle sobre suas políticas, permitindo que líderes locais como Dinarte Mariz articulassem alianças políticas dentro do sistema federativo. Durante essa época, o Rio Grande do Norte também começou a desempenhar um papel mais ativo no cenário político regional, com suas lideranças emergindo como interlocutores importantes entre o Nordeste e o governo federal.
Foi também nesse período que o estado consolidou sua participação no movimento político nacional, com figuras como Aluízio Alves ascendendo à política federal. Aluízio Alves, eleito governador em 1961, foi um dos governadores mais dinâmicos do período, com um governo voltado à modernização do estado, incluindo projetos de eletrificação rural e expansão do sistema educacional. Seu governo refletiu o espírito renovador e desenvolvimentista da Quarta República.
| Nº | Governador (Nascimento–Falecimento) | Governador (Nascimento–Falecimento) | Retrato | Partido político | Período de mandato                              | Vice-governador            | Vice-governador            | Cargo público anterior                                           | Eleição          | Referências e notas            |
| -- | ----------------------------------- | ----------------------------------- | ------- | ---------------- | ----------------------------------------------- | -------------------------- | -------------------------- | ---------------------------------------------------------------- | ---------------- | ------------------------------ |
| 33 |                                     | Miguel Seabra Fagundes (1910–1993)  |         | PSD              | 7 de novembro de 1945 — 13 de fevereiro de 1946 | Vago; sem vice-governador. | Vago; sem vice-governador. | Presidente do Tribunal Regional Eleitoral do Rio Grande do Norte | —                | [ 50 ] [ nota 37 ]             |
| 34 |                                     | Ubaldo Melo (1894–1974)             |         | PSP              | 13 de fevereiro de 1946 — 15 de janeiro de 1947 | Vago; sem vice-governador. | Vago; sem vice-governador. | Presidente do Banco do Rio Grande do Norte                       | —                | [ 51 ] [ nota 38 ]             |
| 35 |                                     | Orestes da Rocha Lima (1893–1966)   |         | PSP              | 15 de janeiro de 1947 — 31 de julho de 1947     | Vago; sem vice-governador. | Vago; sem vice-governador. | —                                                                | —                | [ 52 ] [ nota 38 ]             |
| 36 |                                     | José Augusto Varela (1896–1976)     |         | PSD              | 31 de julho de 1947 — 31 de janeiro de 1951     |                            | Tomaz Salustino            | Prefeito de Natal                                                | 1947             | [ 53 ] [ nota 39 ]             |
| 37 |                                     | Dix-Sept Rosado (1911–1951)         |         | PSD              | 31 de janeiro de 1951 — 12 de julho de 1951     |                            | Sylvio Pedroza             | Prefeito de Mossoró                                              | 1950             | [ 54 ] [ nota 39 ] [ nota 40 ] |
| 38 |                                     | Sylvio Pedroza (1918–1998)          |         | PSD              | 12 de julho de 1951 — 31 de janeiro de 1956     | Vago; sem vice-governador. | Vago; sem vice-governador. | Vice-governador do Rio Grande do Norte                           | Linha sucessória | [ 55 ] [ nota 41 ]             |
| 39 |                                     | Dinarte Mariz (1903–1984)           |         | UDN              | 31 de janeiro de 1956 — 31 de janeiro de 1961   |                            | José Augusto Varela        | Senador pelo Rio Grande do Norte                                 | 1955             | [ 56 ] [ nota 39 ]             |
| 40 |                                     | Aluízio Alves (1921–2006)           |         | PSD              | 31 de janeiro de 1961 — 31 de janeiro de 1966   |                            | Walfredo Gurgel            | Deputado federal pelo Rio Grande do Norte                        | 1960             | [ 57 ] [ nota 39 ]             |
| 40 | Teodorico Bezerra                   | Aluízio Alves (1921–2006)           |         | PSD              | 31 de janeiro de 1961 — 31 de janeiro de 1966   |                            |                            | Deputado federal pelo Rio Grande do Norte                        | 1960             | [ 57 ] [ nota 39 ]             |

### Quinta República (1964–1985)
O golpe militar de 1964 marcou o início de um novo período de centralização política. A Constituição de 1967, instituída durante o regime militar, preservou o federalismo em tese, mas reduziu consideravelmente a autonomia dos estados. No Rio Grande do Norte, como em outros estados, as eleições diretas para governadores foram suspensas com a Emenda Constitucional nº 1 de 1969, e os governadores passaram a ser indicados indiretamente.
Durante esse período, governadores biônicos, como Tarcísio Maia (1974-1979) e José Agripino Maia (1983-1986), foram indicados para administrar o estado. Apesar do regime de nomeações indiretas, esses governadores conseguiram implementar projetos de desenvolvimento regional, muitos dos quais em consonância com as diretrizes do governo militar de modernização da infraestrutura e integração do país. Tarcísio Maia, por exemplo, atuou em projetos de modernização econômica e industrial no estado, enquanto José Agripino Maia continuou a linha de desenvolvimento urbano e modernização.
Embora o regime militar tenha imposto limitações ao debate democrático e à participação popular, os governadores biônicos do Rio Grande do Norte mantiveram uma postura de colaboração com o governo federal, assegurando a implementação de projetos que visavam ao crescimento do estado.
| Nº | Governador (Nascimento–Falecimento) | Governador (Nascimento–Falecimento) | Retrato | Partido político | Período de mandato                          | Vice-governador | Vice-governador  | Cargo público anterior                     | Eleição | Referências e notas                        |
| -- | ----------------------------------- | ----------------------------------- | ------- | ---------------- | ------------------------------------------- | --------------- | ---------------- | ------------------------------------------ | ------- | ------------------------------------------ |
| 41 |                                     | Walfredo Gurgel (1908–1971)         |         | PSD              | 31 de janeiro de 1966 — 15 de março de 1971 |                 | Clóvis Motta     | Senador pelo Rio Grande do Norte           | 1965    | [ 58 ] [ nota 39 ]                         |
| 42 |                                     | Cortez Pereira (1924–2004)          |         | ARENA            | 15 de março de 1971 — 15 de março de 1975   |                 | Tertius Rebelo   | Senador pelo Rio Grande do Norte           | —       | [ 59 ] [ nota 42 ]                         |
| 43 |                                     | Tarcísio Maia (1916–1998)           |         | ARENA            | 15 de março de 1975 — 15 de março de 1979   |                 | Genibaldo Barros | Deputado federal pelo Rio Grande do Norte  | —       | [ 60 ] [ nota 43 ]                         |
| 44 |                                     | Lavoisier Maia (1928–2021)          |         | PDS              | 15 de março de 1979 — 15 de março de 1983   |                 | Geraldo Melo     | Secretário de Saúde do Rio Grande do Norte | —       | [ 61 ] [ nota 44 ]                         |
| 45 |                                     | José Agripino Maia (1945)           |         | PDS              | 15 de março de 1983 — 15 de maio de 1986    |                 | Radir Pereira    | Prefeito de Natal                          | 1982    | [ 62 ] [ nota 45 ] [ nota 46 ] [ nota 39 ] |

### Sexta República (1985–presente)
Com o fim do regime militar e a redemocratização em 1985, o Rio Grande do Norte, assim como o restante do país, voltou a realizar eleições diretas para governador, marcando o retorno da plena autonomia estadual. A promulgação da Constituição de 1988 reafirmou o federalismo e reforçou os poderes dos estados, permitindo que os governadores voltassem a exercer um papel fundamental na articulação de políticas regionais e na interação com o governo federal.
Nesse contexto, o Rio Grande do Norte elegeu governadores como Garibaldi Alves Filho e Wilma de Faria, ambos com mandatos marcados por políticas de desenvolvimento social e econômico. Wilma de Faria, a primeira mulher a governar o estado, destacou-se pela implementação de programas voltados à educação, saúde e inclusão social.
A Constituição de 1988 consolidou a posição dos governadores como líderes políticos com grande autonomia, permitindo que o Rio Grande do Norte desempenhasse um papel importante no cenário político regional e nacional. Governadores subsequentes, como Robinson Faria e Fátima Bezerra, continuaram a fortalecer a administração estadual, buscando equilibrar as necessidades locais com as diretrizes nacionais.
| Nº | Governador(a) (Nascimento–Falecimento) | Governador(a) (Nascimento–Falecimento) | Retrato                 | Partido político | Período de mandato                          | Vice-governador(a)                 | Vice-governador(a)         | Cargo público anterior                 | Eleição          | Referências e notas                        |
| -- | -------------------------------------- | -------------------------------------- | ----------------------- | ---------------- | ------------------------------------------- | ---------------------------------- | -------------------------- | -------------------------------------- | ---------------- | ------------------------------------------ |
| 46 |                                        | Radir Pereira (1919–2000)              |                         | PDS              | 15 de maio de 1986 — 15 de março de 1987    | Vago; sem vice-governador.         | Vago; sem vice-governador. | Vice-governador do Rio Grande do Norte | Linha sucessória | [ 63 ] [ nota 47 ]                         |
| 47 |                                        | Geraldo Melo (1935–2022)               |                         | PMDB             | 15 de março de 1987 — 15 de março de 1991   |                                    | Garibaldi Alves            | Vice-governador do Rio Grande do Norte | 1986             | [ 64 ] [ nota 48 ] [ nota 39 ]             |
| 48 |                                        | José Agripino Maia (1945)              |                         | PFL              | 15 de março de 1991 — 2 de abril de 1994    |                                    | Vivaldo Costa              | Senador pelo Rio Grande do Norte       | 1990             | [ 62 ] [ nota 49 ] [ nota 46 ] [ nota 39 ] |
| 49 |                                        | Vivaldo Costa (1939)                   |                         | PL               | 2 de abril de 1994 — 1 de janeiro de 1995   | Vago; sem vice-governador.         | Vago; sem vice-governador. | Vice-governador do Rio Grande do Norte | Linha sucessória | [ 65 ] [ nota 47 ]                         |
| 50 |                                        | Garibaldi Alves Filho (1947)           |                         | PMDB             | 1 de janeiro de 1995 — 5 de abril de 2002   |                                    | Fernando Freire            | Senador pelo Rio Grande do Norte       | 1994             | [ 66 ] [ nota 39 ]                         |
| 50 | Governador do Rio Grande do Norte      | Garibaldi Alves Filho (1947)           | 1998                    | PMDB             | 1 de janeiro de 1995 — 5 de abril de 2002   | [ 67 ] [ nota 50 ]                 | Fernando Freire            |                                        |                  |                                            |
| 51 |                                        | Fernando Freire (1954)                 |                         | PPB              | 5 de abril de 2002 — 1 de janeiro de 2003   | Vago; sem vice-governador.         | Vago; sem vice-governador. | Vice-governador do Rio Grande do Norte | Linha sucessória | [ 68 ] [ 69 ] [ nota 47 ]                  |
| 52 |                                        | Wilma de Faria (1945–2017)             |                         | PSB              | 1 de janeiro de 2003 — 31 de março de 2010  |                                    | Antônio Jácome             | Prefeita de Natal                      | 2002             | [ 70 ] [ 71 ] [ nota 51 ]                  |
| 52 |                                        | Wilma de Faria (1945–2017)             | Iberê Ferreira de Souza | PSB              | 1 de janeiro de 2003 — 31 de março de 2010  | Governadora do Rio Grande do Norte | 2006                       | [ 72 ] [ nota 46 ] [ nota 52 ]         |                  |                                            |
| 53 |                                        | Iberê Ferreira de Souza (1944–2014)    |                         | PSB              | 31 de março de 2010 — 1 de janeiro de 2011  | Vago; sem vice-governador.         | Vago; sem vice-governador. | Vice-governador do Rio Grande do Norte | Linha sucessória | [ 73 ] [ 74 ] [ 75 ] [ nota 47 ]           |
| 54 |                                        | Rosalba Ciarlini (1952)                |                         | DEM              | 1 de janeiro de 2011 — 1 de janeiro de 2015 |                                    | Robinson Faria             | Senadora pelo Rio Grande do Norte      | 2010             | [ 76 ] [ 77 ] [ 78 ] [ nota 51 ]           |
| 55 |                                        | Robinson Faria (1959)                  |                         | PSD              | 1 de janeiro de 2015 — 1 de janeiro de 2019 |                                    | Fábio Dantas               | Vice-governador do Rio Grande do Norte | 2014             | [ 79 ] [ 80 ] [ 81 ] [ nota 39 ]           |
| 56 |                                        | Fátima Bezerra (1955)                  |                         | PT               | 1 de janeiro de 2019 — até a atualidade     |                                    | Antenor Roberto            | Senadora pelo Rio Grande do Norte      | 2018             | [ 82 ] [ 83 ] [ nota 51 ]                  |
| 56 |                                        | Fátima Bezerra (1955)                  | Walter Alves            | PT               | 1 de janeiro de 2019 — até a atualidade     | Governadora do Rio Grande do Norte | 2022                       | [ 84 ] [ 85 ] [ nota 52 ]              |                  |                                            |